# Dance in the Dark
"Dance in the Dark" (tạm dịch: Khiêu vũ trong đêm) là một bài hát của nữ ca sĩ-nhạc sĩ người Mỹ Lady Gaga. Bài hát được phát hành dưới dạng một đĩa đơn tải kỹ thuật số trích từ EP phòng thu The Fame Monster. Ca khúc được thu âm vào năm 2009, lấy cảm hứng từ những "trải nghiệm thân mật" giữa hai người một mình với nhau trong phòng ngủ. Theo Lady Gaga, "Bản nhạc nói về một cô gái thích quan hệ tình dục khi đèn tắt bởi vì cô xấu hổ, không tự tin về cơ thể của mình với bạn tình". "Dance in the Dark" ban đầu được dự kiến sẽ phát hành tiếp theo đĩa đơn "Telephone", nhưng do có sự tranh chấp giữa Gaga với hãng thu âm của cô nên "Alejandro" được phát hành trước để thay thế. Bài hát đã phát hành tại Úc vào ngày 26 tháng 7 năm 2010.
Ca khúc nhận được phần lớn những đánh giá tích cực từ các nhà phê bình. "Dance in the Dark" lọt vào bảng xếp hạng UK Singles Chart vào năm 2009 ở vị trí thứ 89 và giành vị trí top-ten ở Hungary mặc dù chưa có video chính thức. Lady Gaga trình diễn bài hát tại chuyến lưu diễn thứ hai của cô mang tên The Monster Ball Tour. Cô cũng biểu diễn bài hát này tại lễ trao giải BRIT Awards vào năm 2010, nơi mà Gaga dành tặng riêng "Dance in the Dark" cho người bạn thân của cô: Alexander McQueen, người đã qua đời chỉ vài ngày trước đó.

## Bí ẩn đằng sau lời bài hát
Trong những câu nhạc cuối cùng của lời bài hát có nhắc đến một cái tên rất lạ: "Tellem' how you feel girls! Work your blonde (Jean). Benet Ramsey. We'll haunt like liberace". Vậy "Benet Ramsey" là ai ? Nói một cách chính xác thì đó là JonBenet Ramsey chứ không phải Benet Ramsey. JonBenet Ramsey sinh ngày 6 tháng 8 năm 1990 tại Atlanta, tiểu bang Georgia, Hoa Kỳ. Cô bé là con gái của Jon Benet Ramsey, một doanh nghiệp thành đạt và bà vợ thứ hai của ông, Patsy. Bà Patsy từng là hoa hậu bang Tây Virginia. Từ 5 tuổi, JonBenet đã được mẹ đưa đi cùng khi bà tham gia các cuộc thi hoa hậu. Bà Patsy dạy con gái cách đi đứng, ăn nói và trình diễn trên sân khấu giống như một thí sinh dự thi hoa hậu thực sự. Năm lên 6 tuổi, JonBenet tham gia nhiều cuộc thi hoa hậu dành cho các bé gái và liên tiếp đạt danh hiệu Hoa hậu nhí bang Colorado, Hoa hậu nhí toàn nước Mỹ. Với nụ cười bạc triệu, gương mặt đẹp như thiên thần, JonBenet là niềm tự hào của gia đình Ramsey. 
 Nhưng rồi tại hoạ bỗng ập xuống gia đình họ khi đến ngày 25 tháng 12 năm 1996, bà Patsy nhận được mảnh giấy của kẻ nào đó thông báo cô bé bị bắt cóc và đòi khoản tiền chuộc 118.000USD. Bức thư tống tiền được tìm thấy trong nhà của JonBenet thì kết thúc bằng chữ "Chiến thắng" và ký tên "S.B.T.C". Điều các nhà điều tra muốn biết liệu đó có phải là từ viết tắt của "shall be the conqueror" (sẽ là người chinh phục) hay không. Sau đó, bà lập tức báo cảnh sát. 8 giờ sau khi thông báo với cảnh sát về sự mất tích của con gái, ông John Ramsey đã phát hiện xác của JonBenet trong tầng hầm ngôi nhà của gia đình ở Boulder, tiểu bang Colorado. Thi thể cô bé được tìm thấy trong tư thế bị cột tay, miệng bị dán băng keo, siết cổ bằng dây thừng. Mới 6 tuổi, 4 tháng, cô bé đã bị hung thủ đánh đập rất dã man và bị xâm hại tình dục cho đến chết. Sau khi cảnh sát tiến hành các thủ tục cần thiết, thi thể cô bé được đưa đi an táng tại Marietta, tiểu bang Georgia, bên cạnh người chị cùng cha khác mẹ Elizabeth Ramsey, qua đời vì tai nạn giao thông 4 năm trước đó (năm 1992). Người ta đội vương miện và mặc áo hoa hậu cho JonBenet, kèm thêm một chú gấu bông. Kể từ khi thảm kịch xảy ra, ông bà Ramsey không sống trong căn nhà ở Boulder nữa. Ngôi nhà được mệnh danh là "địa ngục" này đã được gia đình Ramsey bán đi và họ chuyển tới sống ở vùng ngoại ô Atlanta, tiểu bang Georgia. Cái chết của JonBenet đã khiến cả nước Mỹ bàng hoàng. Hình ảnh hoa hậu nhí tóc vàng JonBenet trong trang phục chăn bò và những bộ váy áo tuyệt đẹp thường xuyên xuất hiện trên các chương trình truyền hình cũng như các tạp chí. Báo chí đã tốn nhiều giấy mực xung quanh vụ án, họ đưa ra những giả thuyết khác nhau để giải thích cho việc cô bé bị sát hại và suy đoán về hung thủ... Vụ án trở thành một trong những vụ giết người gây náo động và bí ẩn nhất nước Mỹ.
Nếu để ý kỹ thì ngoài Benet Ramsey ra thì trong lời bài hát còn nhắc đến sáu cái tên khác: "…She loves, she loves to dance in the dark. Marilyn. Judy. Sylvia… We’ll haunt like liberace. Find your freedom in the music. Find your jesus. Find your kubrick. You will never fall apart. Diana, you’re still in our hearts…". Cụ thể, đó là: Marilyn Monroe, Judy Garland, Sylvia Plath, Liberace, Stanley Kubrick và Công nương Diana. Họ đều là những người nổi tiếng, thành đạt nhất thế giới, nhưng hầu hết họ đều có cái kết của cuộc đời đầy bi thảm.

## Diễn biến trên các bảng xếp hạng

Lady Gaga trình diễn "Dance in the Dark" tại The Monster Ball Tour 2010.

Tại Hungary, bài hát ra mắt trên bảng xếp hạng Mahasz Single Top 10 lista tại vị trí thứ 9 vào ngày 30 tháng 11 năm 2009, nhưng đã bị tuột hạng trong tuần kế tiếp. Ở Anh, "Dance in the Dark" lọt vào bảng xếp hạng UK Singles Chart ở vị trí thứ 89 vào ngày 12 tháng 12 năm 2009, nhưng chỉ giữ vững vị trí đó trong một tuần và rớt hạng. Tại Canada, bài hát giành vị trí 88 đến ngày 11 tháng 11 năm 2009 chỉ trong một tuần. "Dance in the Dark" ra mắt tại vị trí 93 trên bảng xếp hạng ARIA Charts ở Úc sau khi ca khúc được phát hành, và sau đó bài hát leo lên đến vị trí thứ 43 đến tuần tiếp theo.

## Danh sách ca khúc và định dạng
- Digital download[9]

1. "Dance in the Dark" – 4:48

## Thông tin bài hát
- Lady Gaga – sáng tác, giọng hát, đồng sản xuất, sắp xếp và truyền dẫn
- Fernando Garibay - nhà sản xuất, sáng tác, thiết bị đo đạc, lập trình, sắp xếp và truyền dẫn
- Robert Orton - pha trộn âm thanh
- Jonas Wetling - ghi âm và theo dõi
- Dan Parry - ghi âm và theo dõi
- Christian Delano - ghi âm và theo dõi

## Xếp hạng
| Bảng xếp hạng (2009–2011)              | Vị trí cao nhất |
| -------------------------------------- | --------------- |
| Australian Singles Chart               | 24              |
| Belgian Singles Chart (Flanders)       | 33              |
| Belgian Singles Chart (Wallonia)       | 48              |
| Canadian Hot 100                       | 88              |
| Czech Airplay Chart                    | 10              |
| French Digital Singles Chart           | 30              |
| Hungarian Singles Chart                | 9               |
| Polish Dance Club Singles Chart        | 38              |
| Slovak Airplay Chart                   | 6               |
| UK Singles Chart                       | 89              |
| Billboard Bubbling Under Hot 100       | 22              |
| Billboard Hot Dance/Electronic Digital | 9               |

## Lịch sử phát hành
| Quốc gia/Vùng lãnh thổ | Ngày                | Định dạng            |
| ---------------------- | ------------------- | -------------------- |
| Bỉ                     | 9 tháng 11 năm 2009 | Tải kỹ thuật số      |
| Úc                     | 26 tháng 7 năm 2010 | Phát thanh dương đại |
| Pháp                   | 25 tháng 8 năm 2010 | Phát thanh           |